# Kroniek der onsterfelijken
Kroniek der onsterfelijken is een fantasy stripreeks van Benjamin von Eckartsen en Thomas von Kummant. De verhalen verschijnen steeds als twee-luiken. Vanaf deel drie zijn de tekeningen van de hand van tekenaar Chaiko. De reeks bestaat uit zes delen die verschenen bij uitgeverij Gorilla in de periode 2015-2016. De stripreeks is gebaseerd op de zestiendelige romanreeks van fantasyschrijver Wolfgang Hohlbein.  

## Prijzen
In 2005 werd aan het tweeluik Aan de rand van de afgrond de Sondermann-Preis toegekend. 

## Inhoud
De hoofdpersoon in de reeks is Andrej Delany, een onsterfelijke krijger die een gewelddadige queeste volgt, nadat inquisiteur Dominicus zijn dorp platgebrande met maar een overlevende, het roodharige jongetje Frédéric. In de loop van het verhaal blijkt dan dat Delany een onsterfelijke krijger is die steeds op miraculeuze wijze van zijn wonden weet te genezen. Ook Frédéric is gezegend met deze krachten.

## Albums
| Nummer | Titel                                   | Verschenen | Uitgeverij |
| ------ | --------------------------------------- | ---------- | ---------- |
| 1      | Aan de rand van de afgrond, eerste deel | 2015       | Gorilla    |
| 2      | Aan de rand van de afgrond, tweede deel | 2015       | Gorilla    |
| 3      | De vampier, eerste deel                 | 2015       | Gorilla    |
| 4      | De vampier, tweede deel                 | 2015       | Gorilla    |
| 5      | De genadeslag, eerste deel              | 2015       | Gorilla    |
| 6      | De genadeslag, tweede deel              | 2016       | Gorilla    |